# Unión Deportiva Roteña
La Unión Deportiva Roteña és un club de futbol de tercera divisió espanyola. És de Rota (província de Cadis), a Andalusia. Va ser fundat en 1966.

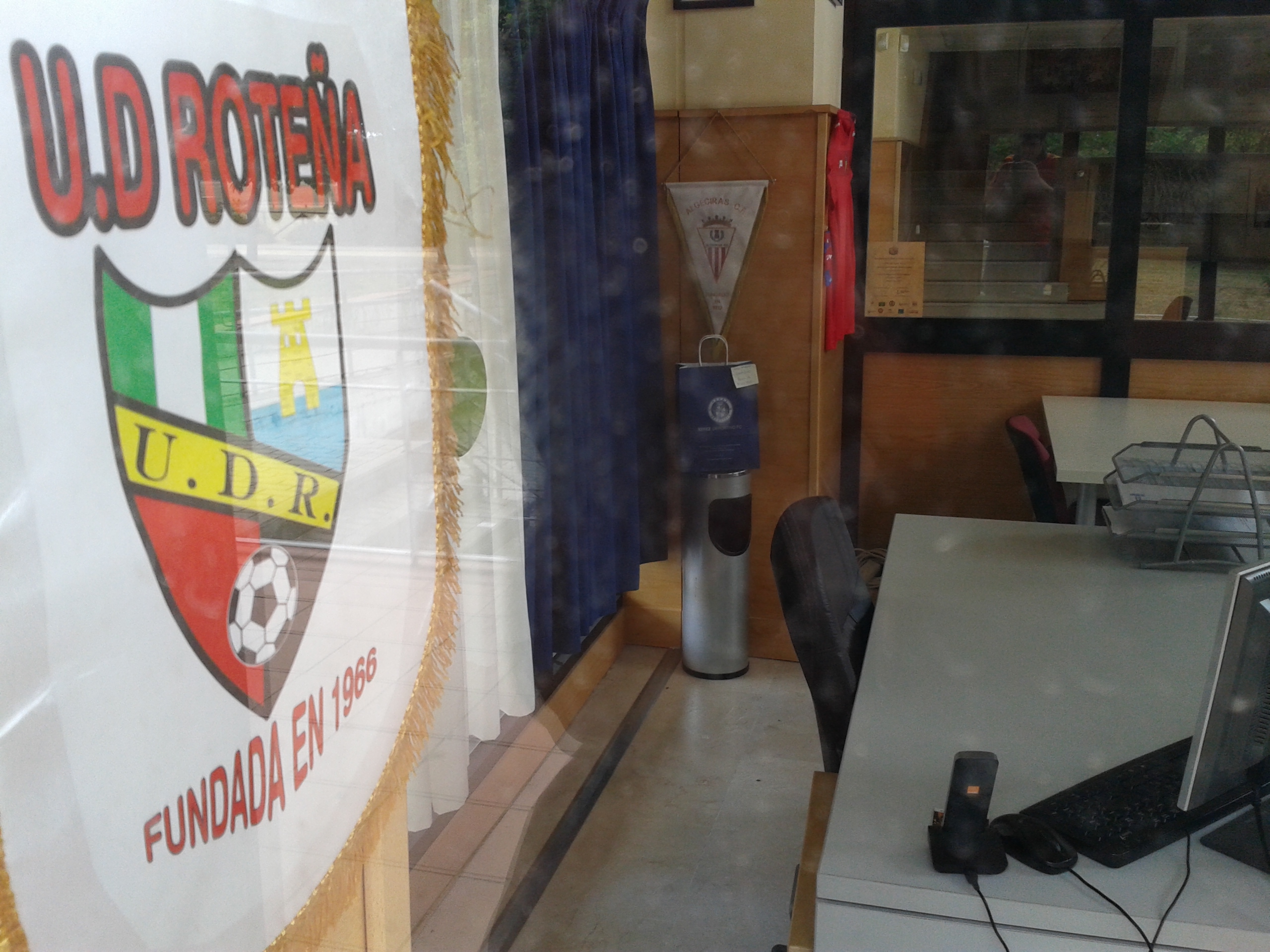
Banderola de l'equip a la seu del Xerez DFC

Juga el derbi de la localitat contra el seu etern rival, el CD Rota.

## Futbolistes destacats
- Jose Mari